# Брушане
Брушане је насељено мјесто у Лици. Припада граду Госпићу, у Личко-сењској жупанији, Република Хрватска.

## Географија
Налази се под Велебитом, на државном путу Госпић - Карлобаг. Удаљено је око 11 км југозападно од Госпића.

## Историја
1527. године насеље заузимају Турци. Село је 1685. године заузео кнез Јерко Рукавина, гдје је створио своје имање.

## Становништво
Према попису из 1991. године, насеље Брушане је имало 177 становника. Према попису становништва из 2001. године, Брушане је имало 162 становника. Према попису становништва из 2011. године, насеље Брушане је имало 134 становника.
| Демографија | Демографија | Демографија |
| Година      | Становника  | Становника  |
| ----------- | ----------- | ----------- |
| 1961.       | 310         |             |
| 1971.       | 269         |             |
| 1981.       | 220         |             |
| 1991.       | 177         |             |
| 2001.       | 162         |             |
| 2011.       |             | 134         |